# Dedryck Boyata
Anga Dedryck Boyata (Uccle, 28 novembre 1990) è un calciatore belga di origini congolesi, difensore svincolato.

## Caratteristiche tecniche
Nel 2010 è stato inserito nella lista dei migliori calciatori nati dopo il 1989 stilata da Don Balón.
È un difensore centrale, abile nel gioco aereo e sulle palle inattive.

## Carriera

### Club

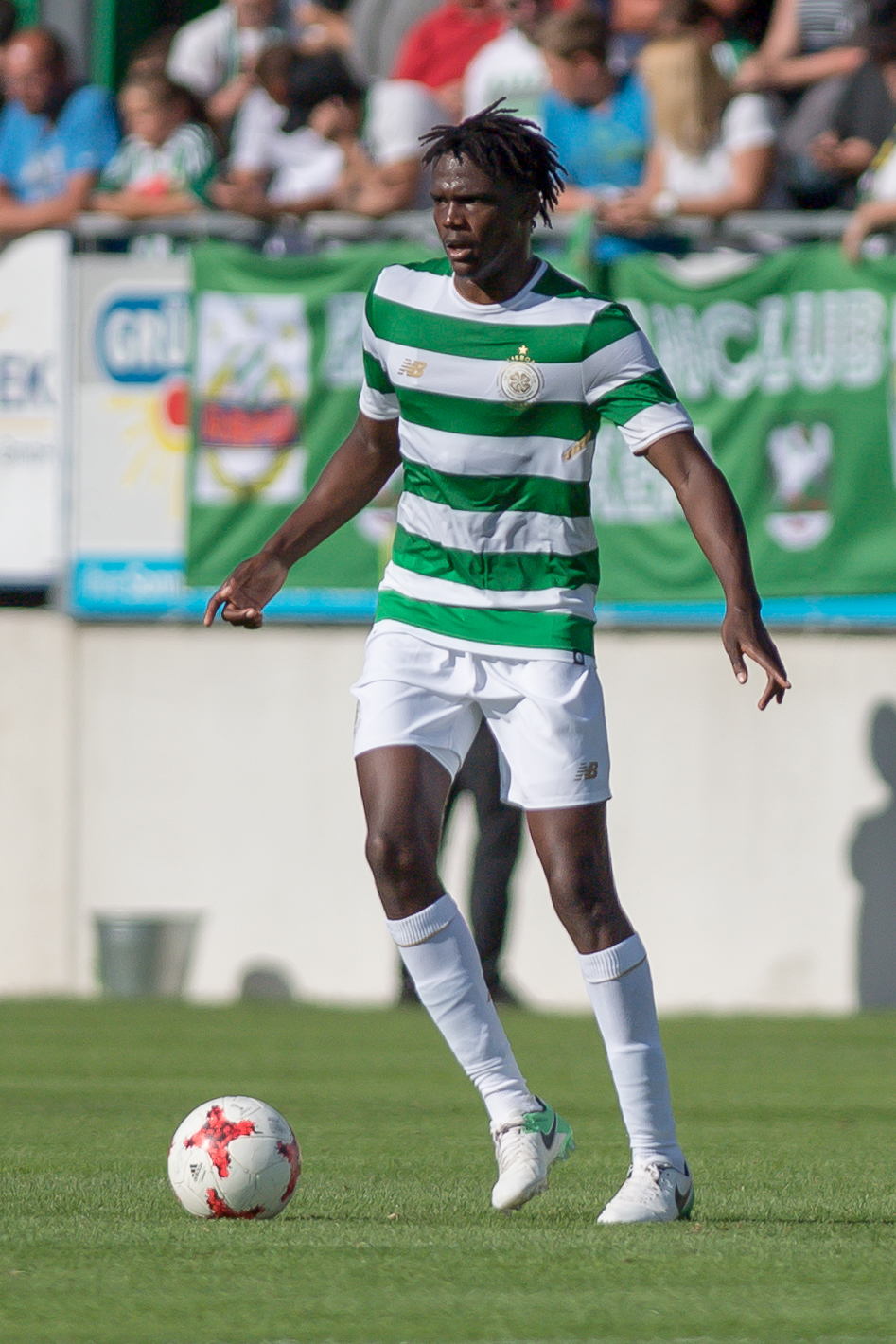
Boyata con la maglia del Celtic nel 2017

Nato nel quartiere di Uccle a Bruxelles, comincia la sua carriera da professionista in una squadra giovanile di Bruxelles dove gioca fino al 2006, anno dell'ingaggio da parte del Manchester City. Nel 2008 vince la Fa Youth Cup, giocando da titolare in entrambe le partite della finale contro le giovanili del Chelsea. Nell'aprile del 2009 si guadagna il titolo di giocatore del mese del Manchester City. Il debutto in prima squadra è avvenuto nel gennaio del 2010, quando ha sostituito Martin Petrov all'86º minuto, dando man forte alla difesa nella vittoria per 1-0 contro i Blackburn Rovers in FA Cup.
Il 6 febbraio 2010 ha esordito in Premier League nell'incontro con l'Hull City perso dal City per 2-1.
Il 20 agosto 2010, Boyata segna la sua prima rete con la maglia del Manchester City, nell'incontro di Europa League contro i rumeni del Timişoara. Nel 2011/2012 ha disputato 14 incontri di Premier con la maglia del Bolton in prestito dal City.
Il 31 agosto 2012 viene mandato ancora in prestito, questa volta agli olandesi del Twente. Il 9 gennaio 2013, dopo sole 5 presenze di campionato, torna al City.
Il 2 giugno 2015 viene acquistato dagli scozzesi del Celtic per 1.5 milioni di euro, firmando un contratto quadriennale. In quattro stagioni con il Celtic colleziona globalmente tra tutte le competizioni 135 presenze, segnando 15 reti.
Il 1º luglio 2019 viene ingaggiato a parametro zero dall'Hertha Berlino firmando un contratto triennale con la società tedesca. Il 29 settembre successivo, realizza la sua prima rete in Bundesliga, con la maglia dell'Herta, nella vittoria per 4-0 in trasferta contro il Colonia.

### Nazionale

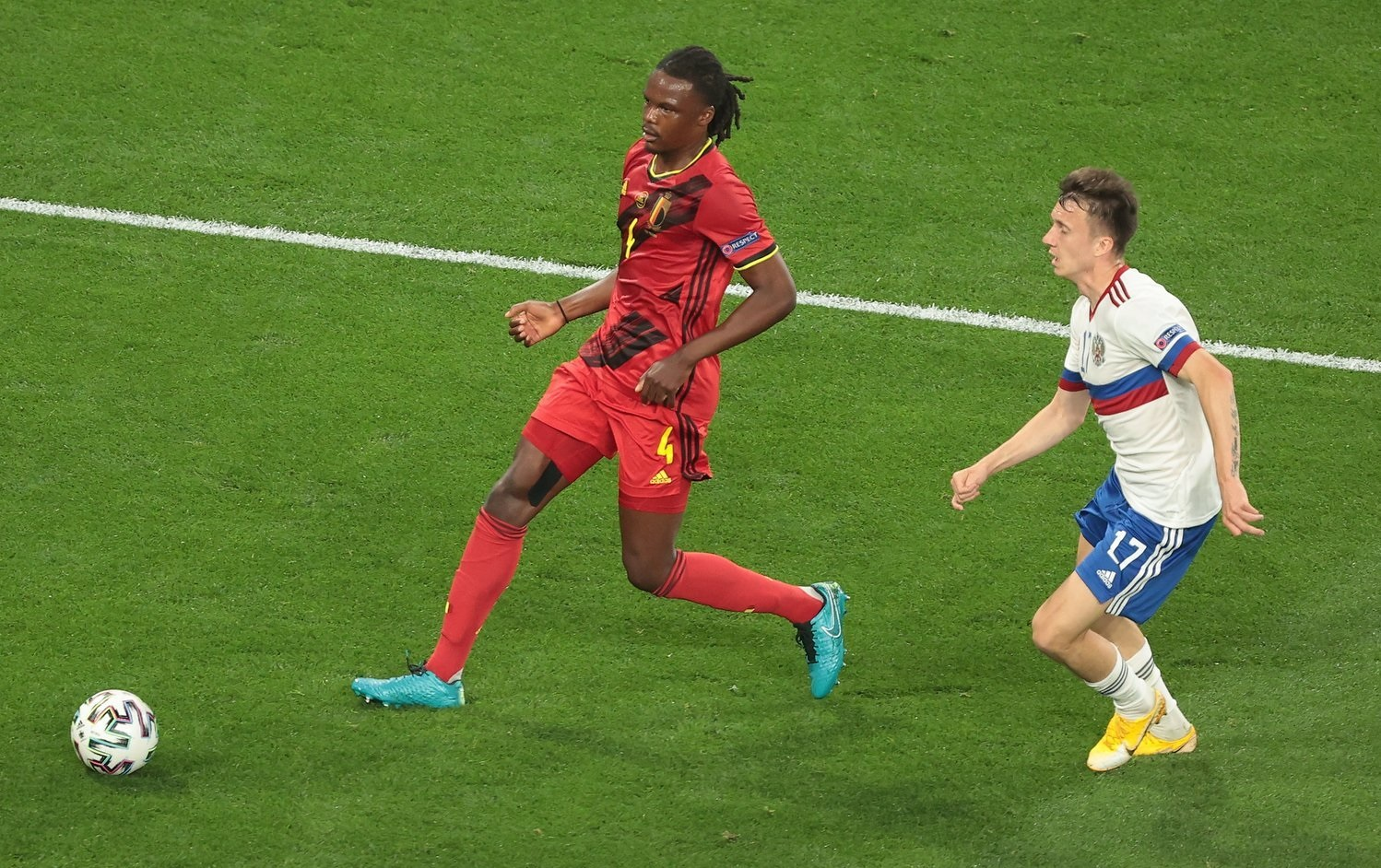
Boyata (a sinistra) in azione con la maglia del Belgio all'Europeo 2020.

Dopo aver disputato 12 partite con la Nazionale Belga Under 19 dal 2008 al 2010, realizzando due reti, nel marzo 2010 ha giocato la sua prima partita con l'Under 21 dove disputa 11 gare. Cinque mesi dopo viene convocato per la prima volta per la nazionale maggiore in occasione di un'amichevole contro la Finlandia, tuttavia il debutto avviene il 12 ottobre successivo, nella partita di qualificazione al campionato europeo 2012 contro l'Austria subentrando dopo l'intervallo a Toby Alderweireld.
Nell'ottobre 2015 torna in nazionale dopo più di cinque anni dall'ultima volta, venendo convocato dal CT Wilmots, per le partite valide per la qualificazione all'Europeo 2016 contro Andorra e Israele, tuttavia senza mai scendere in campo.
Il 29 marzo 2016 gioca qualche minuto, nell'amichevole contro il Portogallo. Tuttavia non viene convocato per Euro 2016. Con la selezione belga partecipa ai Mondiali 2018.
Il 16 novembre 2019, al rientro in campo dopo l'intervallo della partita giocata a San Pietroburgo contro la Russia valevole per le qualificazioni ad Euro 2020 vinta per 4-1, indossa per errore la maglietta numero 23 del compagno Batshuayi al posto della sua numero 4.

## Statistiche

### Presenze e reti nei club
Statistiche aggiornate al 21 giugno 2021.
| Stagione               | Squadra                | Campionato             | Campionato | Campionato | Coppe nazionali | Coppe nazionali | Coppe nazionali | Coppe continentali | Coppe continentali | Coppe continentali | Altre coppe | Altre coppe | Altre coppe | Totale | Totale |
| Stagione               | Squadra                | Comp                   | Pres       | Reti       | Comp            | Pres            | Reti            | Comp               | Pres               | Reti               | Comp        | Pres        | Reti        | Pres   | Reti   |
| ---------------------- | ---------------------- | ---------------------- | ---------- | ---------- | --------------- | --------------- | --------------- | ------------------ | ------------------ | ------------------ | ----------- | ----------- | ----------- | ------ | ------ |
| 2009-2010              | Manchester City        | PL                     | 3          | 0          | FACup+CdL       | 2+2             | 0               | -                  | -                  | -                  | -           | -           | -           | 7      | 0      |
| 2010-2011              | Manchester City        | PL                     | 7          | 0          | FACup+CdL       | 2+1             | 0               | UEL                | 6                  | 1                  | -           | -           | -           | 16     | 1      |
| 2011-2012              | Bolton                 | PL                     | 14         | 1          | FACup+CdL       | 3+0             | 0               | -                  | -                  | -                  | -           | -           | -           | 17     | 1      |
| 2012-2013              | Twente                 | ED                     | 5          | 0          | CO              | 2               | 0               | UEL                | 3                  | 0                  | -           | -           | -           | 10     | 0      |
| 2013-2014              | Manchester City        | PL                     | 1          | 0          | FACup+CdL       | 1+4             | 0               | UCL                | -                  | -                  | -           | -           | -           | 6      | 0      |
| 2014-2015              | Manchester City        | PL                     | 2          | 0          | FACup+CdL       | 2+1             | 0               | UCL                | 0                  | 0                  | CS          | 1           | 0           | 6      | 0      |
| Totale Manchester City | Totale Manchester City | Totale Manchester City | 13         | 0          |                 | 15              | 0               |                    | 6                  | 1                  |             | 1           | 0           | 35     | 1      |
| 2015-2016              | Celtic                 | SP                     | 26         | 4          | SC+CdL          | 2+2             | 0               | UCL+UEL            | 6+6                | 2+0                | -           | -           | -           | 42     | 6      |
| 2016-2017              | Celtic                 | SP                     | 17         | 5          | SC+CdL          | 5+0             | 0               | UCL                | 0                  | 0                  | -           | -           | -           | 22     | 5      |
| 2017-2018              | Celtic                 | SP                     | 24+4       | 2          | SC+CdL          | 3+3             | 1+0             | UCL                | 5                  | 0                  | -           | -           | -           | 39     | 3      |
| 2018-2019              | Celtic                 | SP                     | 19         | 1          | SC+CdL          | 3+2             | 0               | UCL+UEL            | 0+8                | 0                  | -           | -           | -           | 32     | 1      |
| Totale Celtic          | Totale Celtic          | Totale Celtic          | 86+4       | 12         |                 | 20              | 1               |                    | 25                 | 2                  | -           | -           | -           | 135    | 15     |
| 2019-2020              | Hertha Berlino         | BL                     | 28         | 4          | CG              | 1               | 0               | -                  | -                  | -                  | -           | -           | -           | 27     | 4      |
| 2020-2021              | Hertha Berlino         | BL                     | 19         | 1          | CG              | 0               | 0               | -                  | -                  | -                  | -           | -           | -           | 19     | 1      |
| 2021-2022              | Hertha Berlino         | BL                     | 23+2       | 1          | CG              | 2               | 0               | -                  | -                  | -                  | -           | -           | -           | 27     | 1      |
| lug.-ago. 2022         | Hertha Berlino         | BL                     | 0          | 0          | CG              | 1               | 0               | -                  | -                  | -                  | -           | -           | -           | 1      | 0      |
| Totale Herta Berlino   | Totale Herta Berlino   | Totale Herta Berlino   | 72         | 6          |                 | 4               | 0               |                    | -                  | -                  |             | -           | -           | 76     | 6      |
| 2022-2023              | Club Bruges            | D1                     | 11         | 0          | CB              | 0               | 0               | UCL                | 3                  | 0                  | -           | -           | -           | 14     | 0      |
| 2023-2024              | Club Bruges            | D1                     | 5          | 0          | CB              | 3               | 0               | UECL               | 4                  | 1                  | -           | -           | -           | 12     | 1      |
| Totale Club Bruges     | Totale Club Bruges     | Totale Club Bruges     | 16         | 0          |                 | 3               | 0               |                    | 7                  | 1                  |             | -           | -           | 26     | 1      |
| Totale carriera        | Totale carriera        | Totale carriera        | 210        | 19         |                 | 47              | 1               |                    | 41                 | 4                  |             | 1           | 0           | 297    | 24     |

### Cronologia presenze e reti in nazionale
| Cronologia completa delle presenze e delle reti in nazionale ― Belgio | Cronologia completa delle presenze e delle reti in nazionale ― Belgio | Cronologia completa delle presenze e delle reti in nazionale ― Belgio | Cronologia completa delle presenze e delle reti in nazionale ― Belgio | Cronologia completa delle presenze e delle reti in nazionale ― Belgio | Cronologia completa delle presenze e delle reti in nazionale ― Belgio | Cronologia completa delle presenze e delle reti in nazionale ― Belgio | Cronologia completa delle presenze e delle reti in nazionale ― Belgio |
| Data                                                                  | Città                                                                 | In casa                                                               | Risultato                                                             | Ospiti                                                                | Competizione                                                          | Reti                                                                  | Note                                                                  |
| --------------------------------------------------------------------- | --------------------------------------------------------------------- | --------------------------------------------------------------------- | --------------------------------------------------------------------- | --------------------------------------------------------------------- | --------------------------------------------------------------------- | --------------------------------------------------------------------- | --------------------------------------------------------------------- |
| 12-10-2010                                                            | Bruxelles                                                             | Belgio                                                                | 4 – 4                                                                 | Austria                                                               | Qual. Euro 2012                                                       | -                                                                     | 46’                                                                   |
| 29-3-2016                                                             | Leiria                                                                | Portogallo                                                            | 2 – 1                                                                 | Belgio                                                                | Amichevole                                                            | -                                                                     | 86’                                                                   |
| 28-3-2017                                                             | Soči                                                                  | Russia                                                                | 3 – 3                                                                 | Belgio                                                                | Amichevole                                                            | -                                                                     | 90’                                                                   |
| 10-11-2017                                                            | Bruxelles                                                             | Belgio                                                                | 3 – 3                                                                 | Messico                                                               | Amichevole                                                            | -                                                                     |                                                                       |
| 2-6-2018                                                              | Bruxelles                                                             | Belgio                                                                | 0 – 0                                                                 | Portogallo                                                            | Amichevole                                                            | -                                                                     | 55’                                                                   |
| 6-6-2018                                                              | Bruxelles                                                             | Belgio                                                                | 3 – 0                                                                 | Egitto                                                                | Amichevole                                                            | -                                                                     | 81’                                                                   |
| 11-6-2018                                                             | Bruxelles                                                             | Belgio                                                                | 4 – 1                                                                 | Costa Rica                                                            | Amichevole                                                            | -                                                                     | 66’                                                                   |
| 18-6-2018                                                             | Soči                                                                  | Belgio                                                                | 3 – 0                                                                 | Panama                                                                | Mondiali 2018 - 1º turno                                              | -                                                                     |                                                                       |
| 23-6-2018                                                             | Mosca                                                                 | Belgio                                                                | 5 – 2                                                                 | Tunisia                                                               | Mondiali 2018 - 1º turno                                              | -                                                                     |                                                                       |
| 28-6-2018                                                             | Kaliningrad                                                           | Inghilterra                                                           | 0 – 1                                                                 | Belgio                                                                | Mondiali 2018 - 1º turno                                              | -                                                                     |                                                                       |
| 7-9-2018                                                              | Glasgow                                                               | Scozia                                                                | 0 – 4                                                                 | Belgio                                                                | Amichevole                                                            | -                                                                     |                                                                       |
| 12-10-2018                                                            | Bruxelles                                                             | Belgio                                                                | 2 – 1                                                                 | Svizzera                                                              | UEFA Nations League 2018-2019 - 1º turno                              | -                                                                     | 73’                                                                   |
| 16-10-2018                                                            | Bruxelles                                                             | Belgio                                                                | 1 – 1                                                                 | Paesi Bassi                                                           | Amichevole                                                            | -                                                                     | 82’                                                                   |
| 15-11-2018                                                            | Bruxelles                                                             | Belgio                                                                | 2 – 0                                                                 | Islanda                                                               | UEFA Nations League 2018-2019 - 1º turno                              | -                                                                     | 66’                                                                   |
| 18-11-2018                                                            | Lucerna                                                               | Svizzera                                                              | 5 – 2                                                                 | Belgio                                                                | UEFA Nations League 2018-2019 - 1º turno                              | -                                                                     |                                                                       |
| 21-3-2019                                                             | Bruxelles                                                             | Belgio                                                                | 3 – 1                                                                 | Russia                                                                | Qual. Euro 2020                                                       | -                                                                     |                                                                       |
| 16-11-2019                                                            | San Pietroburgo                                                       | Russia                                                                | 1 – 4                                                                 | Belgio                                                                | Qual. Euro 2020                                                       | -                                                                     |                                                                       |
| 8-10-2020                                                             | Bruxelles                                                             | Belgio                                                                | 1 – 1                                                                 | Costa d'Avorio                                                        | Amichevole                                                            | -                                                                     |                                                                       |
| 11-10-2020                                                            | Londra                                                                | Inghilterra                                                           | 2 – 1                                                                 | Belgio                                                                | UEFA Nations League 2020-2021 - 1º turno                              | -                                                                     |                                                                       |
| 14-10-2020                                                            | Reykjavík                                                             | Islanda                                                               | 1 – 2                                                                 | Belgio                                                                | UEFA Nations League 2020-2021 - 1º turno                              | -                                                                     |                                                                       |
| 18-11-2020                                                            | Lovanio                                                               | Belgio                                                                | 4 – 2                                                                 | Danimarca                                                             | UEFA Nations League 2020-2021 - 1º turno                              | -                                                                     | 90+2’                                                                 |
| 30-3-2021                                                             | Lovanio                                                               | Belgio                                                                | 8 – 0                                                                 | Bielorussia                                                           | Qual. Mondiali 2022                                                   | -                                                                     | 46’                                                                   |
| 3-6-2021                                                              | Bruxelles                                                             | Belgio                                                                | 1 – 1                                                                 | Grecia                                                                | Amichevole                                                            | -                                                                     |                                                                       |
| 12-6-2021                                                             | San Pietroburgo                                                       | Belgio                                                                | 3 – 0                                                                 | Russia                                                                | Euro 2020 - 1º turno                                                  | -                                                                     |                                                                       |
| 21-6-2021                                                             | San Pietroburgo                                                       | Finlandia                                                             | 0 – 2                                                                 | Belgio                                                                | Euro 2020 - 1º turno                                                  | -                                                                     |                                                                       |
| 2-9-2021                                                              | Tallinn                                                               | Estonia                                                               | 2 – 5                                                                 | Belgio                                                                | Qual. Mondiali 2022                                                   | -                                                                     |                                                                       |
| 8-9-2021                                                              | Kazan'                                                                | Bielorussia                                                           | 0 – 1                                                                 | Belgio                                                                | Qual. Mondiali 2022                                                   | -                                                                     |                                                                       |
| 16-11-2021                                                            | Cardiff                                                               | Galles                                                                | 1 – 1                                                                 | Belgio                                                                | Qual. Mondiali 2022                                                   | -                                                                     |                                                                       |
| 26-3-2022                                                             | Dublino                                                               | Irlanda                                                               | 2 – 2                                                                 | Belgio                                                                | Amichevole                                                            | -                                                                     |                                                                       |
| 3-6-2022                                                              | Bruxelles                                                             | Belgio                                                                | 1 – 4                                                                 | Paesi Bassi                                                           | UEFA Nations League 2022-2023 - 1º turno                              | -                                                                     |                                                                       |
| 11-6-2022                                                             | Cardiff                                                               | Galles                                                                | 1 – 1                                                                 | Belgio                                                                | UEFA Nations League 2022-2023 - 1º turno                              | -                                                                     |                                                                       |
| Totale                                                                |                                                                       | Presenze                                                              | 31                                                                    |                                                                       | Reti                                                                  | 0                                                                     |                                                                       |

## Palmarès

### Club

#### Competizioni nazionali
- Campionato inglese: 1

Manchester City: 2013-2014
- Coppa d'Inghilterra: 1

Manchester City: 2010-2011
- Coppa di Lega inglese: 1

Manchester City: 2013-2014
- Campionato scozzese: 4

Celtic: 2015-2016, 2016-2017, 2017-2018, 2018-2019
- Coppa di Lega scozzese: 3

Celtic: 2016-2017, 2017-2018, 2018-2019
- Coppa di Scozia: 2

Celtic: 2016-2017, 2017-2018
- Campionato belga: 1

Club Bruges: 2023-2024

#### Competizioni giovanili
- FA Youth Cup: 1

Manchester City: 2007-2008